# Germània (regió)

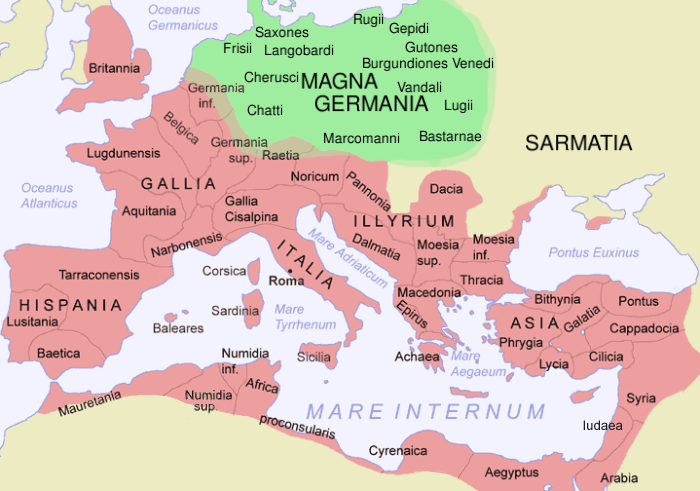
Mapa de la Germània.

Germània fou el nom donat pels romans a una regió centreeuropea, equivalent a grans trets a l'actual Alemanya, poblada pels germànics. Tàcit diu que el nom de germani el portaven inicialment els tungres i que després el nom es va estendre al conjunt de pobles. Però altres autors diuen que germani fou el nom donat en llatí a les tribus i pobles germànics, igual com es parlava de gals i celtes. Els historiadors moderns s'inclinen per la segona opció.

## Límits territorials
Els límits de la Germània no foren mai precisos. La part romana, convertida en províncies, és l'única que es pot definir acuradament. Però en general es pot dir que limitava a l'oest amb el Rin, al nord-est amb el Vístula i els Carpats; al sud pel Danubi; i al nord pel mar Germànic o Oceanus Septentrionalis (mar del Nord) i mar Bàltic (Mare Suevicum). El límit per l'est, per Sarmàcia i Dàcia no estava ben fixat. Quan els romans van crear les seves dues províncies de Germània a la resta li van dir Germània Magna o Germània Transrenana o Germania Bàrbara.

## Població

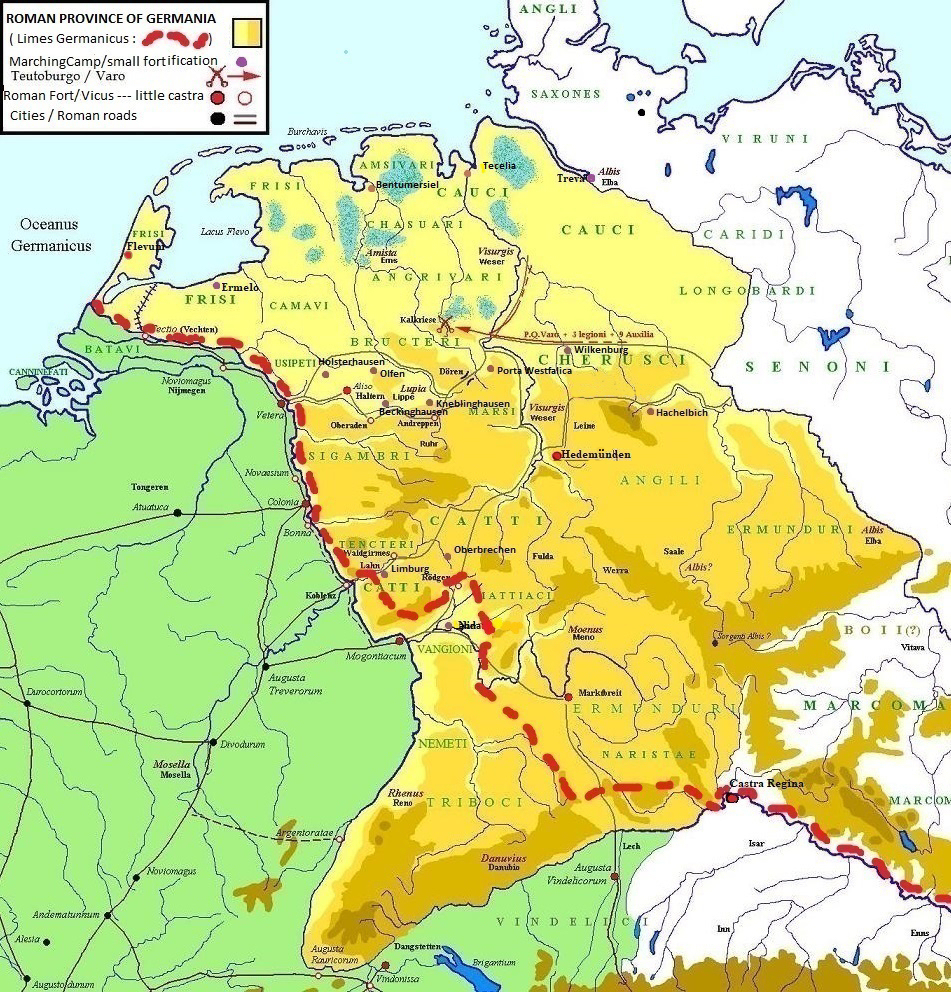
La província romana de Germania

Germània fou poblada bastant densament. El rei sueu Ariovist (que vivia en temps de Juli Cèsar) posava en combat un exèrcit de no menys de 100.000 homes; els usipets i els tèncteris o tèncters reunien junts un exèrcit de més de 400.000. Marbod (Marobodus), cap dels marcomans, dirigia un exèrcit de 74.000 homes; en la guerra contra els sigambris el romans van deixar quaranta mil homes; i en la guerra dels camavis i els angrivaris contra els brúcters les baixes foren de seixanta mil; però com que aquestes dades s'han de prendre amb cura, la realitat és que no es pot establir la població real del país.
Els germànics es consideraven autòctons del país tot i que no ho eren, però la seva emigració era prou llunyana per haver-se perdut tot record fins i tot a les llegendes. El seu llenguatge, la llengua germànica, pertanyia a la família indoeuropea. Molts germànics tenien el cabell ros panotxa i el venien per fer perruques per les dones romanes. Tenien grans bigotis i la majoria tenien ulls blaus.
Tàcit i altres antics autors dividien els germànics en tres grups: ingevons, a la costa; herminons a l'interior; i istevons, a l'est i el sud. Tàcit els fa descendir dels tres fills de Mannus, l'ancestre dels germànics. Plini els divideix en cinc grups: els tres abans indicats, més els vindils, i els peucins- bastarnes, però altres classificacions fan als vindils part dels hermions, i als peucins i bastarnes noms de subgrups. Tàcit, a més, parla dels germànics d'Escandinàvia, que divideix en suions i sitons.

## De la Germania huna (origen de les invasions) als regnes germànics

Invasions bàrbares. Tots els pobles assenyalats, excepte els huns, són germànics

Al segle iv, van començar l'arribada de pobles nòmades vinguts de l'Àsia central, entre ells els huns, que sota el lideratge d'Àtila van crear un gran imperi, arribant a sotmetre i conquistar als germans, que una part d'ells es van unir a ell i una altra demanar ajuda a l'Imperi Romà o traspassar les seves fronteres per la força, donant iniciar a les invasions bàrbares.
L'inici de les invasions es remunta al segle ii, en temps de Marc Aureli, on ja hi va haver algunes filtracions (guerres germàniques). No obstant això, és a partir de l'última dècada del segle iv quan es produeixen en massa les penetracions germàniques a l'Imperi Romà des de l'altre costat del Danubi i del Rin. És aleshores i al llarg dels segles v, vi i part del vii que els pobles vàndals, gots, francs, etc., aconsegueixen fragmentar la unitat territorial de l'Imperi Romà i prendre el control de zones de l'Imperi Romà d'Occident. S'assenten, però no hi ha una ruptura, hi ha una "ocupació". No volen liquidar l'Imperi, sinó pertànyer-hi.
Els diferents pobles germànics es van assentar en diferents zones de l'antic Imperi Romà d'Occident, fundant regnes en els quals els germànics van pretendre inicialment segregar-se com una elit social separada de la majoria de la població local. Amb el temps, els més estables d'entre ells (visigots i francs) van aconseguir la fusió de les dues comunitats en els aspectes religiós, legislatiu i social.
La diferència cultural i de grau de civilització entre els pobles germànics i l'Imperi Romà era molt notable, i el seu contacte va produir l'assimilació pels germànics de molts dels costums i institucions romanes, mentre que es van conservar altres pròpies de les seves antigues tradicions i institucions, formant així la cultura que es va desenvolupar a l'Europa medieval i que és la base de l'actual civilització occidental.